# Villa Tivan
Villa Pezzana, Marin, Tivan è una villa veneta del Terraglio, sita all'altezza di Carpenedo nel comune di Venezia.

## Storia
La precisa datazione dell'edificio è incerta: Giuseppe Mazzotti la fa del 1799, Luigi Brunello del 1779, altri la ritengono più genericamente settecentesca. Non aiuta la documentazione storica discordante: nel 1842 villa Pezzana è citata tra gli edifici del Terraglio demoliti, ma poco dopo ricompare come proprietà dei fratelli Marin, costruita dai Pezzana nel 1734 e «alterata» (o «atterrata»?) nel 1799. Elena Bassi osserva però che nelle mappe del 1781 e del 1787 la villa viene rappresentata con la stessa planimetria di oggi. 
Si può concludere dunque che l'edificio fu primariamente dei Pezzana, i quali ristrutturarono il complesso a fine Settecento; nell'Ottocento è passata ai Marin a cui si deve un ulteriore restauro e l'allestimento del parco, per poi divenire dei Tivan. Dal secondo dopoguerra la villa è parte del demanio ed è stata recentemente recuperata.
Attualmente, il parco è un giardino pubblico, mentre gli edifici ospitano degli uffici della Direzione Regionale Veneta dell'Agenzia del Demanio.

## Edificio
Il lotto su cui si articola il complesso si trova a pochissima distanza dalla tangenziale di Mestre, delimitato ad est e a nord rispettivamente dal Terraglio e da via Borgo Pezzana. Lungo quest'ultima si dispone la casa padronale con gli annessi laterali, mentre sull'altra si affaccia l'oratorio. Il tutto si inserisce in un vasto parco, il cui accesso principale, seguito da un viale alberato, è sempre sul Terraglio.
La casa padronale è un volume compatto a tre piani. Il fronte principale è partito in due registri: in quello inferiore, comprendente pianterreno e mezzanino superiore, le aperture sono inquadrate da lesene bugnate, le quali dividono l'intera facciata in nove campate, delle quali le due alle estremità fanno parte dei corpi laterali, più bassi. 
Oltre una cornice si imposta il terzo piano con una fila regolare di sette finestre e culminante con un timpano con statue ai vertici.
All'estremità ovest si sviluppa un'appendice con porticato a quattro campate.
All'angolo sudest e affacciata al Terraglio sorge la cappellina della Santissima Trinità, costruita dai Pezzana nel 1734. All'interno, un gruppo marmoreo raffigurante la Trinità attribuito a Giuseppe Torretti.

## Galleria d'immagini

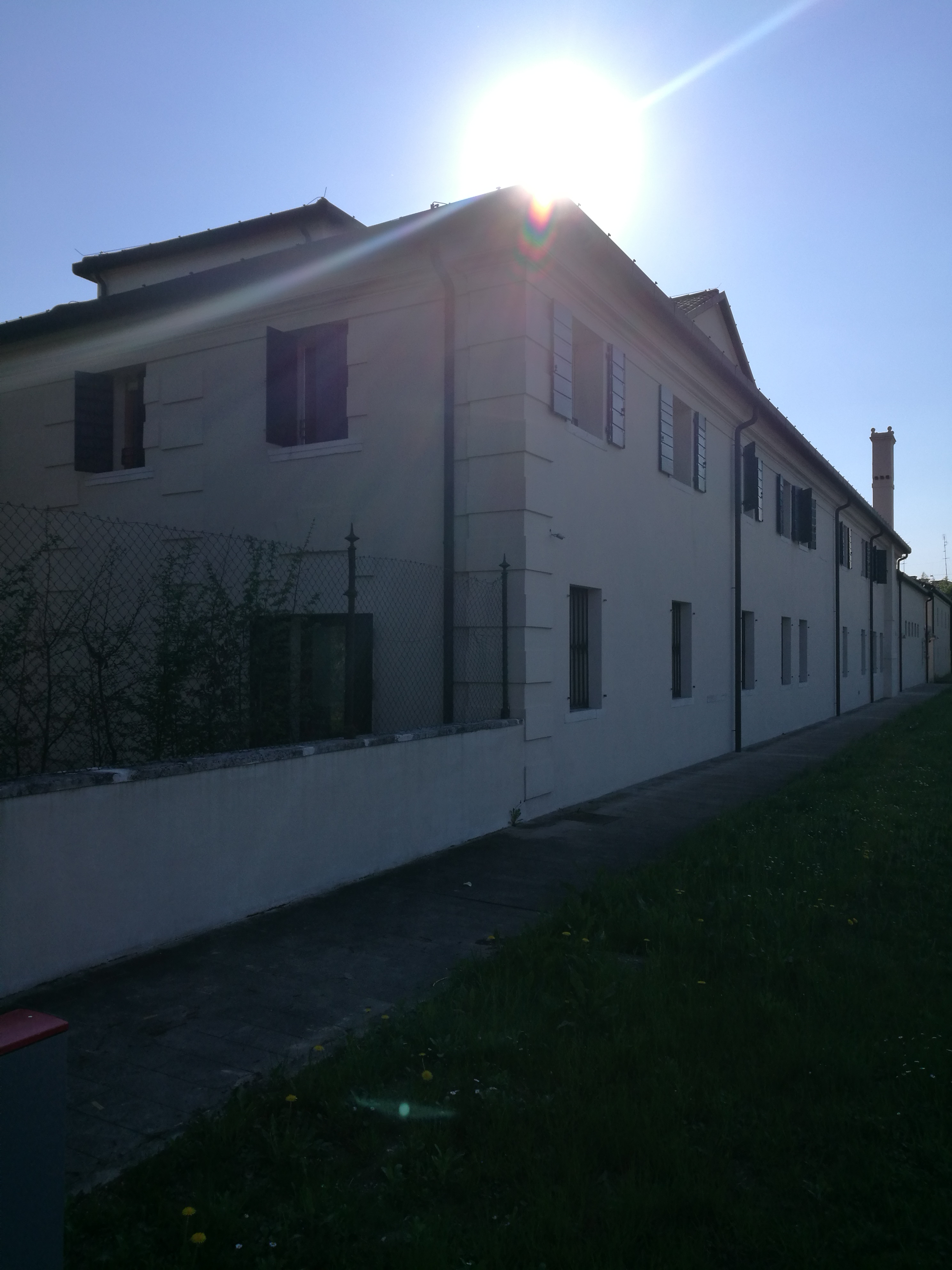
Villa Tivan vista dal retro nel 2017
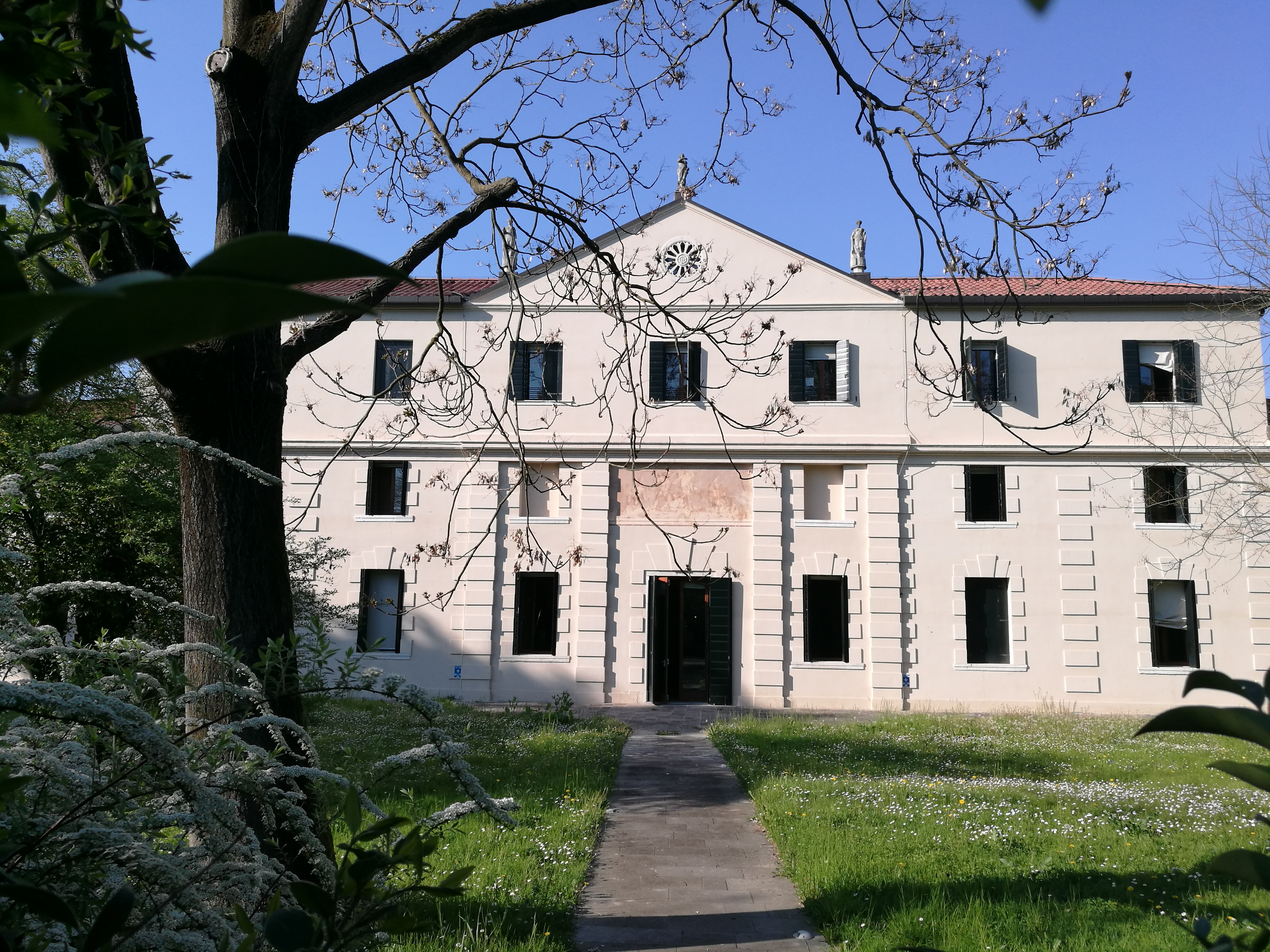
Villa Tivan vista di fronte nel 2017
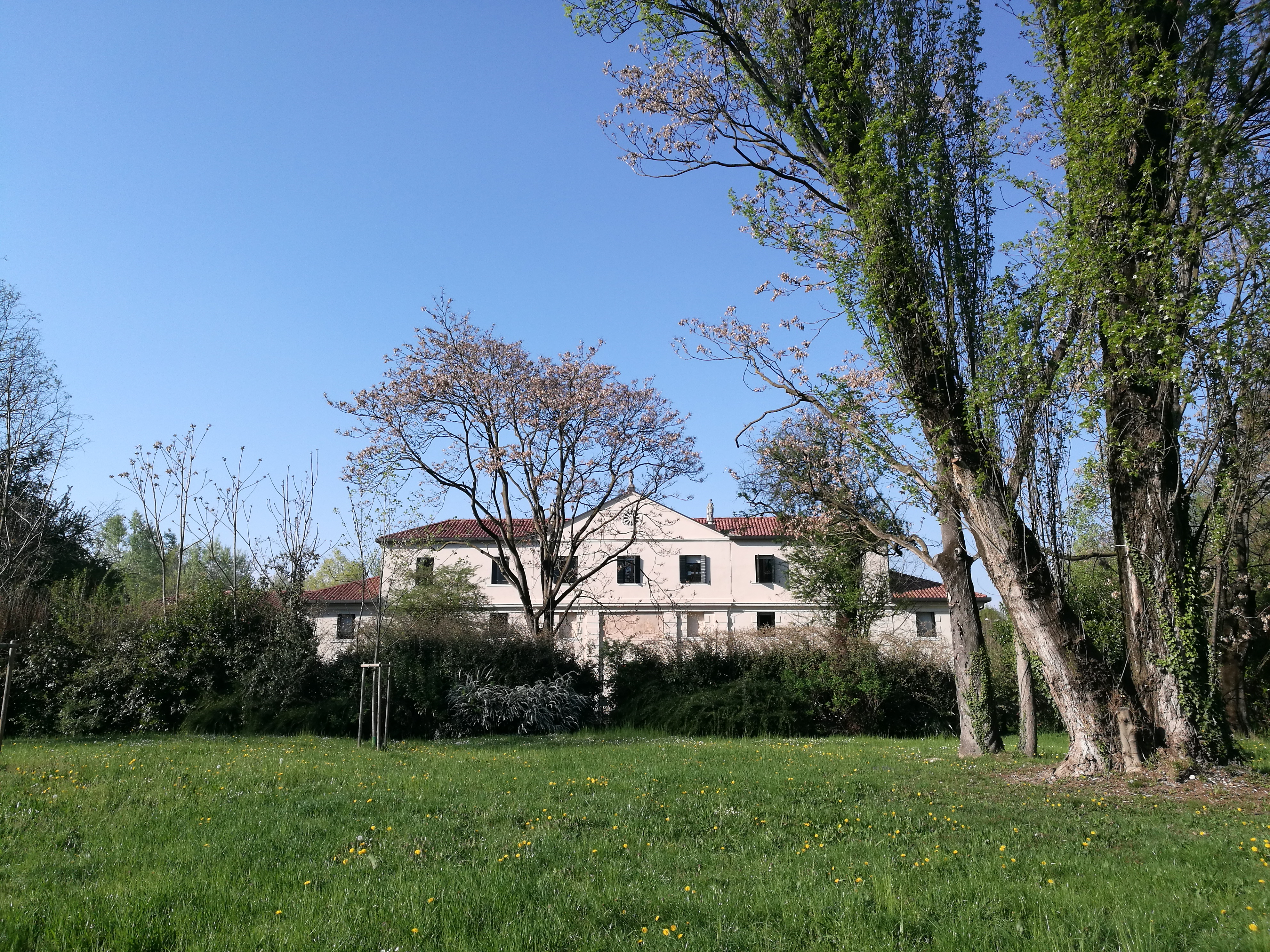
Villa Tivan vista dal Parco nel 2017
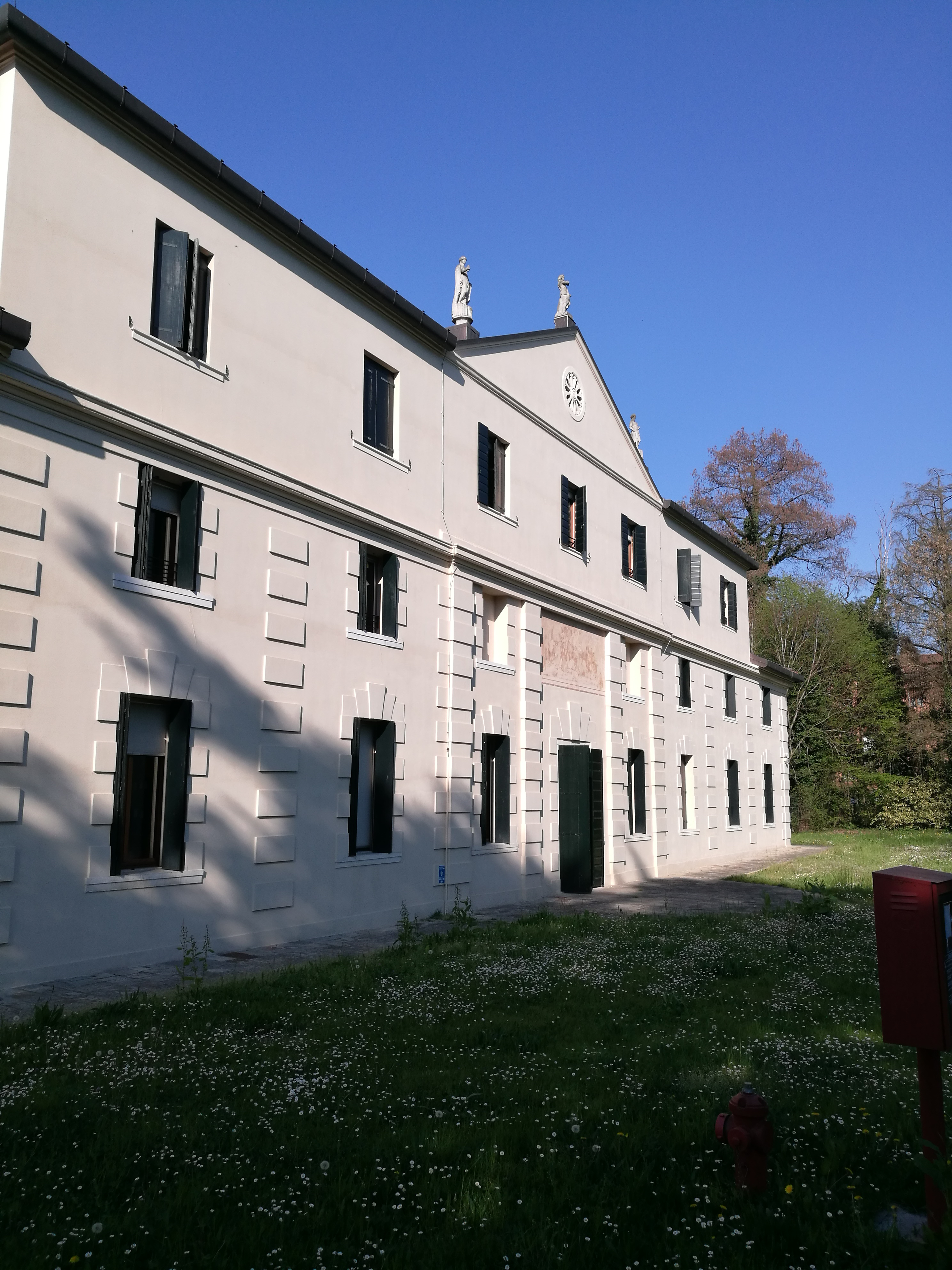
Villa Tivan vista di lato nel 2017